# Rio Betel
O Rio Betel é um rio da Romênia afluente do Rio Olt, localizado no distrito de Vâlcea.